# Musikjahr 1673
Liste der Musikjahre

◄◄ | ◄ | 1669 | 1670 | 1671 | 1672 | Musikjahr 1673 | 1674 | 1675 | 1676 | 1677 | ► | ►►

Weitere Ereignisse
Dieser Artikel behandelt das Musikjahr 1673.

## Ereignisse
- 16. März: John Blow wird als „Diener“ der Chapel Royal in der Nachfolge von Roger Hill vereidigt.
- 06. April: Die Pariser Oper wird ein Raub der Flammen.
- Johann Michael Bach wirkt ab 1673 als Organist und Stadtschreiber in Gehren.
- Henry Purcell geht bei dem Organisten John Hingeston in die Lehre.

## Instrumental- und Vokalmusik (Auswahl)
- Giovanni-Battista Agneletti – Gloria patri et filio et spiritui sancto
- Heinrich Biber – Battalia à 10
- Giovanni Maria Bononcini – Musico prattico, op. 8
- Cristofaro Caresana – La Tarentella
- Marc-Antoine Charpentier
  - Ouverture et intermèdes, H. 494
  - Symphonie devant Regina, H. 509
  - Prélude, H. 510
  - Prélude, H. 512
- Agostino Guerrieri – 13 Sonatas, op. 1
- Sebastien Knüpfer – Erforsche mich, Gott
- Giovanni Legrenzi – La Cetra, op. 10
- Matthew Locke – Melothesia
- Jean-Baptiste Lully – La pastorale comique, LWV 33

## Musiktheater
- 27. April: Die Oper Cadmus et Hermione von Jean-Baptiste Lully auf das Libretto von Philippe Quinault hat ihre Uraufführung am Theater in der Rue de Vaugirard in Paris. Da Lully mit dieser Aufführung den Geschmack des Königs trifft, wird ihm der Palais Royal zur Verfügung gestellt und Molières Truppe umgesiedelt.
- Wolfgang Carl Briegel – Das verliebte Gespenst
- Antonio Sartorio – Orfeo
- Pietro Andrea Ziani – Marcello in Siracuse
- Matthew Locke – Psyche

## Musiktheoretische Schriften
- Erasmus Gruber – Synopsis musica
- Matthew Locke – The Present Practice of Musick

## Geboren

### Geburtsdatum gesichert
- 13. Januar: Johann Christoph Bach, deutscher Kantor, Organist und Komponist († 1727)
- 01. Februar: Alessandro Marcello, italienischer Dichter, Komponist und Philosoph († 1747)
- 05. April: Nicolò Grimaldi gen. Nicolino, italienischer Sänger und Kastrat († 1732)
- 16. April: Francesco Feroci, italienischer Komponist, Organist und Poet († 1750)
- 18. Juni: Antonio de Literes, spanischer Komponist († 1747)
- 25. Juli: Santiago de Murcia, spanischer Gitarrist, Komponist und Musiktheoretiker († 1739)
- 26. August: Conrad Michael Schneider, deutscher Komponist, Organist und Kirchenmusikdirektor († 1752)
- 29. September: Jacques Hotteterre, französischer Komponist und Instrumentenbauer († 1763)
- 26. Oktober: Dimitrie Cantemir, moldauisch-rumänischer Historiker, Musiktheoretiker, Geograph und Universalwissenschaftler († 1723)

### Genaues Geburtsdatum unbekannt
- Johann Leopold Burkhardt, deutscher Orgelbauer († 1741)
- Michael Müller, deutscher Dichter und Kirchenlieddichter († 1704)
- Vicent Presiac, valencianischer Komponist, Organist und Chormeister († 1726)

### Geboren um 1673
- Paul Ignaz Liechtenauer, deutscher Organist, Kapellmeister und Komponist († 1756)

## Gestorben

### Todesdatum gesichert
- 02. Februar: Kaspar Förster der Jüngere, deutscher Sänger, Kapellmeister und Komponist (* 1616)
- 13. Februar: Joannes Baptista Dolar, slowenischer Komponist (* um 1620)
- 17. Februar: Molière, französischer Komödiendichter, Theaterregisseur, Librettist und Schauspieler (* 1622)
- 04. März: Jacob Köck, österreichischer Orgelbauer (* 1630)
- 04. Mai: Michael Schirmer, deutscher Pädagoge und Kirchenlieddichter (* 1606)
- 13. Mai (begraben): Johann Bach, deutscher Komponist, Großonkel von Johann Sebastian Bach (* 1604)
- 09. Juli: Johann Rudolph Ahle, deutscher Komponist, Organist, Dichter, evangelischer Kirchenmusiker (* 1625)
- nach dem 1. September: Giacinto Cornacchioli, italienischer Komponist, Sänger und Organist (* 1599)
- 18. September: Justus Gesenius, deutscher Theologe und Kirchenliederdichter (* 1601)
- 00. Dezember: Dietrich Steffkins, deutscher Komponist und Gambist (* nach 1600)

### Genaues Todesdatum unbekannt
- Marcià Albareda, katalanischer Komponist und Kapellmeister (* unbekannt)
- François Cosset, französischer Komponist (* unbekannt)
- Johan Lehr, deutscher Glockengießer (* unbekannt)
- Lemme Rossi, italienischer Musiktheoretiker (* unbekannt)